# Octopus bimaculoides
Octopus bimaculoides (лат.) — вид головоногих моллюсков из отряда осьминогов. Обитают в Тихом океане, включая побережье Калифорнии, как в США, так и в Мексике. 

## Описание
Его легко отличить по двум голубым пятнам на голове. Окрас однотонный, большая текстурность не характерна для вида. 
Обычная продолжительность жизни от одного до двух лет. Родственен виду Octopus bimaculatus и похож на него до такой степени, что их часто путают, тем более, что ареалы этих осьминогов частично совпадают.
Взрослые осьминоги питаются моллюсками, в том числе двустворчатыми и брюхоногими, включая Kelletia kelletii, а также небольшими крабами. Детёныши едят бокоплавов и мизид.
В 2015 году было объявлено о расшифровке генома Octopus bimaculoides.

## Взаимодействие с человеком
Популярен в качестве домашнего животного, известен как бимак. 